# 大橋雅子
大橋 雅子（おおはし まさこ、1970年4月12日 - ）は、日本の元女優。東京都出身。特技は、ピアノ。

## 人物
1976年の時から教育映画、CMで活躍する。1985年、月曜ワイド劇場『覚せい剤が少女を犯す!』で主役。その後は、テレビドラマで活躍する。特に2時間ドラマに多数出演している。
現在は芸能界から引退している様子。

## 主な出演作品

### テレビドラマ
- サーティーン・ボーイ（1985年、TBS）
- 月曜ワイド劇場「覚せい剤が少女を犯す!」（1985年9月2日、テレビ朝日）
- 月曜ドラマランド「ザ・サムライ」（1986年2月24日、フジテレビ）
- 木曜ゴールデンドラマ （読売テレビ）
  - 「他人家族II」（1986年10月2日）
  - 「母と娘の絆」（1987年4月30日）
  - 「嫁・姑・小姑 大阪夏の陣」（1987年8月6日）
  - 「しあわせって何だっけ」（1987年12月17日）
  - 「いのち輝いて」（1989年4月13日）
  - 「母と子の家庭戦争」（1990年3月15日）
  - 「鉄窓の中の女友達」（1991年6月13日）
- 月曜・女のサスペンス「狙われた目撃者」（1988年7月18日、テレビ東京）
- 火曜サスペンス劇場 （日本テレビ）
  - 「監察医・室生亜季子5・高価すぎた情事」（1988年7月26日） - 大和良子
  - 「山岳ミステリー4・津軽竜飛岬 風の殺意」（1991年2月12日）
- かけおち通り（1988年、TBS）
- 参上! 天空剣士 第十六話「非情・殺しの秘薬」（1990年、テレビ東京） - お竹
- 土曜ワイド劇場 （テレビ朝日）
  - 「京都・十条家の惨劇」（1990年8月4日）
  - 「京都島原殺人事件 女性レポーターの観光案内」（1990年12月1日）
  - 「山村美紗サスペンス 京都・天の橋立殺人事件」（1992年1月25日） - 田辺すみ子
- 長七郎江戸日記 第3シリーズ 第7話「死神をぶっ飛ばせ!」（1990年11月27日、日本テレビ） - お千代